# 你不在
《你不在》，是日本摇滚樂團ZARD的第7張單曲。1993年4月21日發行。

## 概要
- 距离前作《别认输》后约三个月的单曲。
- 此作已正式由B-Gram RECORDS发行，盒式磁带的格式已经废除了。
- Oricon初登場即獲得第2位。在接下来的4週，連续售出10万张以上并且保持在第二名，总销量超过80万张，成为长期畅销曲。
- 《你不在》原本為栗林誠一郎在1991年的作品，並由栗林本人作曲、作詞，後來被ZARD翻唱而成為此單曲的版本。因為由自己翻唱，坂井泉水對歌詞進行了修改，從原版的男性角度改為女性角度出發。
- 根據JASRAC的資料，此作的作詞人被顯示為坂井泉水和栗林誠一郎。

## 收録曲
1. 你不在 （君がいない）
作詞：坂井泉水
作曲：栗林誠一郎
編曲：明石昌夫

  - 和声邀请大黒摩季担任。
  - 《搖擺的想念 (專輯)》專輯裏的版本為B大調，並非此單曲的C大調版本。
2. 只注视着我 （私だけ見つめて）
作詞：坂井泉水
作曲：栗林誠一郎
編曲：明石昌夫
  - 和声邀请大黒摩季与川島美香（日语：川島だりあ）担任。
3. 你不在 (Original Karaoke)
作曲：栗林誠一郎
編曲：明石昌夫
4. 只注视着我 (Original Karaoke)
作曲：栗林誠一郎
編曲：明石昌夫

## 参加者
ZARD
- 坂井泉水：Vocal (#1,2)

Additional Musician
- 大黑摩季： Guest Chorus (#1,2,3,4)
- 川島美香（日语：川島だりあ）：Guest Guest Chorus (#2,4)

## 收録专辑
- 摇摆的想念 (#1 B-version)
- ZARD BLEND〜SUN & STONE〜 (#1)
- ZARD BEST The Single Collection〜軌跡〜 (#1)
- ZARD Cruising & Live 〜限定盤ライヴCD〜 (#1)
- ZARD BLEND II〜LEAF & SNOW〜 (#2)
- Golden Best 〜15th Anniversary〜 (#1)
- Brezza di mare 〜dedicated to IZUMI SAKAI〜 (#1 B-version)
- ZARD Request Best 〜beautiful memory〜 (#1 '07 Live Ver.)
- ZARD SINGLE COLLECTION 〜20th ANNIVERSARY〜 (#1,2)
- ZARD Forever Best 〜25th Anniversary〜 (#1)

## 其他版本
2019年，日本的女子摇滚乐隊SARD UNDERGROUND翻唱了这首歌曲
，歌曲已被重新编曲过。翻唱版本被收录在他们的第一张专辑《ZARD tribute》，2019年9月18日发行。